# Jamie Peck
Jamie Peck, né le 9 juillet 1962 à Kimberley, Nottinghamshire, Royaume-Uni), est un géographe britannique, titulaire de la Chaire de recherche du Canada en économie politique urbaine et régionale et professeur de géographie à l'université de la Colombie-Britannique au Canada. Il est rédacteur en chef de la revue Environment and Planning A.
Jamie Peck est le lauréat du prix Vautrin Lud, dit « prix Nobel de géographie », en 2023.

## Carrière
Jamie Peck est docteur de l'université de Manchester (1988). Récipiendaire des bourses Guggenheim et Harkness, il était auparavant professeur de géographie et de sociologie à l'université du Wisconsin-Madison et professeur de géographie à l'université de Manchester. Il a occupé des postes de professeur invité à l'université Johns Hopkins, à l'université d'Oxford, à l'université nationale de Singapour, l'université du Witwatersrand, l'université de Melbourne, l'université de Nottingham, l'université d'Amsterdam, l'université d'Oslo et l'université Queen's de Belfast.

## Contributions scientifiques
Les intérêts de recherche de Jamie Peck comprennent l'économie politique de la néolibéralisation, la mobilité politique, la gouvernance économique, la théorie et la politique du marché du travail et la restructuration urbaine. Une grande partie de ses recherches porte sur la manière dont les processus mondiaux comme les formes de gouvernance fondées sur le marché (ou la néolibéralisation) sont créés par le biais de sites locaux, de réseaux distants et de pratiques ancrées. 
Ses recherches actuelles portent sur la sociologie de l'externalisation mondiale, la politique du travail dans le sud des États-Unis et l'économie politique de la restructuration urbaine. Plus récemment, il s’intéresse à la transformation du capitalisme en Chine.

## Reconnaissance
- Prix Vautrin-Lud (2023)

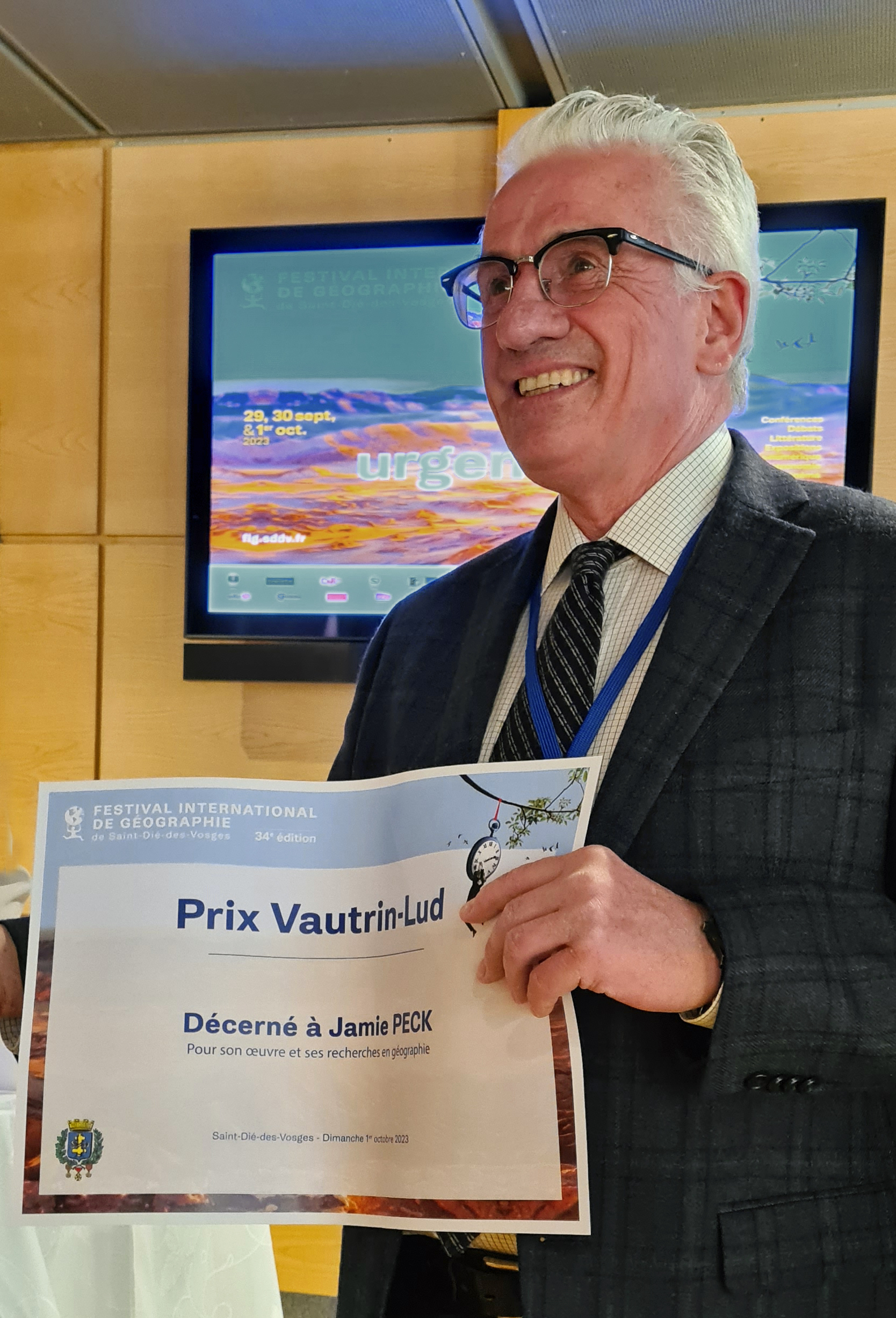
Jamie Peck recevant le prix Vautrin-Lud lors du Festival international de géographie en 2023.

- Prix Ellen Churchill Semple, Département de géographie, Université du Kentucky, 2008 [2]
- Membre de la Société royale du Canada
- Membre de l'Academy of Social Sciences[3].
- Fellow, Fondation commémorative John Simon Guggenheim (2006-2007)
- Back Award, Royal Geographical Society, pour « contributions à la nouvelle géographie économique »
- Harkness Fellow, Fonds du Commonwealth de New York (1995-1996)

## Publications principales
- Variegated economies (Oxford University Press, 2023), rassemble les thèmes de son travail des deux dernières décennies, explorant les approches de l'analyse des économies en tant qu'entités géographiquement différenciées[1].
- Fast Policy: Experimental Statecraft at the Thrillers of Neoliberalism, 2015, avec Nik Theodore
- Wiley-Blackwell companion to economic geography, 2012, co-édité avec Trevor Barnes et Eric Sheppard
- Constructions of Neoliberal Reason, 2010
- Contesting neoliberalism: urban frontiers, 2007, coédité avec Helga Leitner et Eric Sheppard
- Politics and Practice in géographie économique, 2007, coédité avec Adam Tickell, Eric Sheppard et Trevor Barnes
- Workfare states, 2001
- Work-place: the social régulation of labour market, 1996